# Pseudomicrocara uncatus
Pseudomicrocara uncatus es una especie de coleóptero de la familia Scirtidae.

## Distribución geográfica
Habita en Tasmania (Australia).